# Paul Platero
Paul Platero és un lingüista navajo. Va ser un dels últims estudiants del professor de lingüística del MIT Ken Hale. Platero va obtenir el seu doctorat en lingüística del MIT, amb una tesi sobre l'oració de relatiu del navaho.
Ha publicat articles sobre la sintaxi i la gramàtica navajo, i ha co-editat una visió general de les llengües atapascanes.
Platero ha ensenyat el navaho en institucions com Swarthmore College i l'Acadèmia de Llengua Navajo, i també ha participat en els esforços de revitalització lingüística promovent l'ús del navajo entre els joves del seu poble.

## Obres
- 2000 The Athabaskan Languages[2]